# Vesiculentomon marshalli
Vesiculentomon marshalli är en urinsektsart som beskrevs av Josef Rusek 1974. Vesiculentomon marshalli ingår i släktet Vesiculentomon och familjen lönntrevfotingar. Inga underarter finns listade i Catalogue of Life.